# Roy Wood
Roy Adrian Wood (n. 8 noiembrie 1946, Kitts Green, Birmingham) este un cantautor și muzician englez. A avut succes cu precădere în anii '60 și '70 ca membru și co-fondator al trupelor The Move, Electric Light Orchestra și Wizzard. Ca textier a contribuit la o serie de hituri lansate de aceste formații.

## Discografie
- Boulders (1973)
- Mustard (noiembrie 1975)
- Super Active Wizoo (1977)
- On The Road Again (1979)
- The Singles (1982)
- Starting Up (1987)